# You're the One (canción de Bonnie Tyler)
«You're the One» (en español: «Tu eres el único») es una canción grabada por la cantante galesa Bonnie Tyler por su undécimo álbum de estudio, Free Spirit (1995). Fue escrita por compositores alemanes, Rudolf Schenker y Klaus Meine, ambos de los cuales son miembros de la banda de hard rock Scorpions. La canción fue producida por Humberto Gatica y Simon Franglen. «You're the One» fue lanzado como sencillo en 1995. Se pasó una semana en el Top 100 de las listas alemanas, alcanzando el número 99.
Scorpions grabaron un cover de la canción para su álbum de 1996 Pure Instinct.

## Listado de canciones
- sencillo en CD[1]

1. «You're the One» — 3:59
2. «Sexual Device» — 4:00
3. «What You Got» — 5:32

## Posicionamiento en las listas
| País (1995)                 | Mejor posición |
| --------------------------- | -------------- |
| Alemania (Media Control AG) | 99             |

## Versión deScorpions
La banda alemana de hard rock Scorpions grabó la canción bajo un título diferente; «Are You the One?». La canción apareció en su álbum Pure Instinct (1996).